# Joachim (christendom)

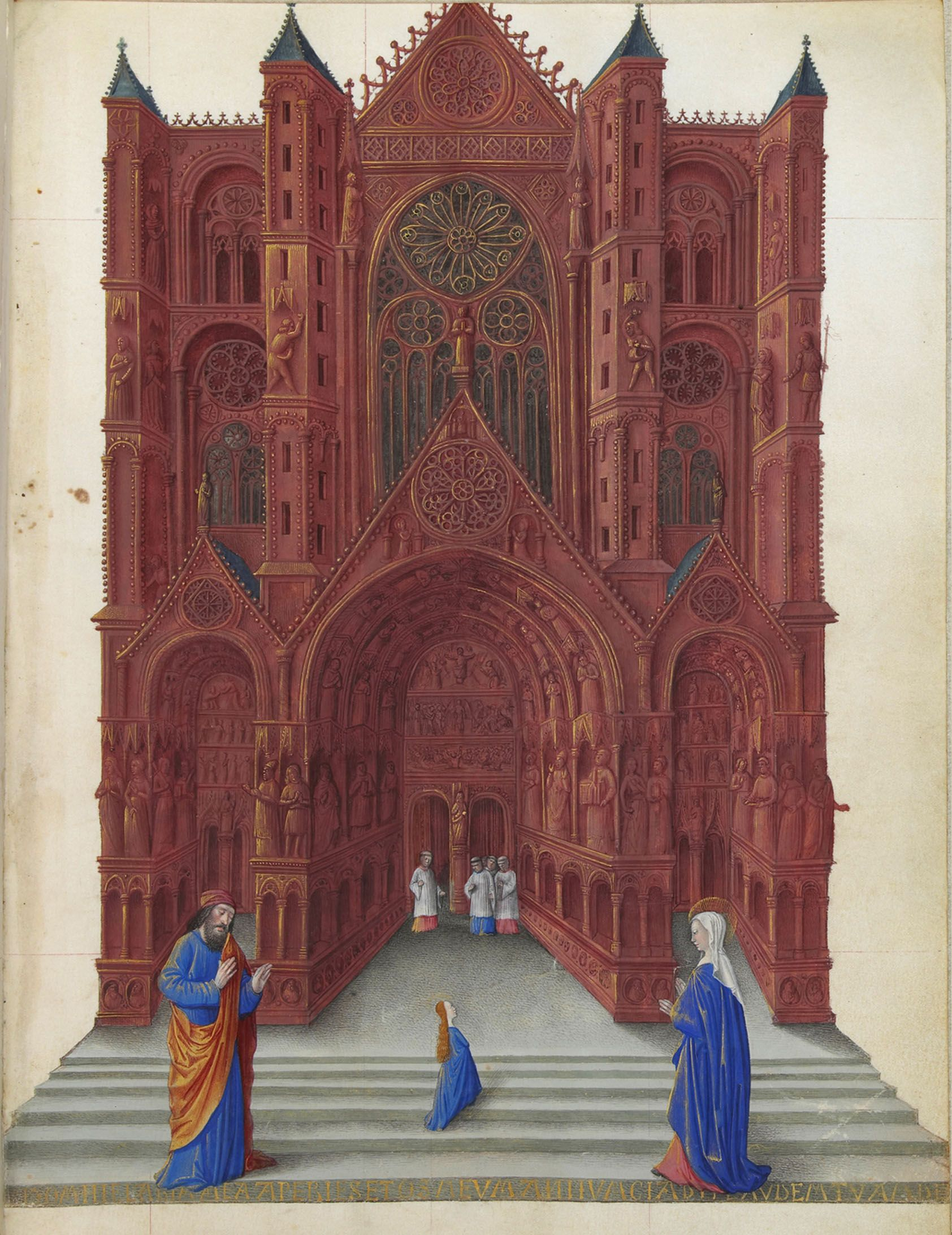
Joachim (links), met Maria (midden) en Sint-Anna (rechts), uit Les Très Riches Heures du duc de Berry

Naar de christelijke traditie was de heilige Joachim de naam van de vader van Maria, de moeder van Jezus-Christus. Hij was getrouwd met Anna, de moeder van Maria.
Zijn naam en zijn geschiedenis komen voor het eerst voor in een in het Grieks geschreven boekje uit het midden van de tweede eeuw na Christus, dat later bekend is geworden als het Proto-evangelie van Jakobus. Joachim wordt daar voorgesteld als een godvrezende, welgestelde en vrijgevige man. Zijn huwelijk was kinderloos. Joachim wordt vanwege zijn kinderloosheid uit de tempel verwijderd en vlucht voor die schande met zijn kudde naar de bergen. Daar krijgt hij van een engel te horen dat zijn vrouw Anna zwanger is. Joachim keert naar huis terug en ontmoet zijn vrouw bij de (Gouden) Poort in Jeruzalem. Anna geeft het leven aan een meisje en noemt haar Maria.
De ontmoeting bij de Gouden Poort is later een beroemd thema in de beeldende kunst geworden. Joachim wordt soms afgebeeld als herder met een staf in de hand en een schaap aan zijn voeten. Op schilderijen staat hij dikwijls op de achtergrond in voorstellingen van Anna met Maria en Jezus.
Het naamfeest van de HH. Joachim en Anna wordt gevierd op 26 juli.